# Verbandsliga 1908-1909
L'edizione 1908-09 della Verbandsliga vide la vittoria finale del KFC Phönix.
Capocannoniere del torneo fu Willi Worpitzky (Berliner TuFC Viktoria 89), con 7 reti.

## Partecipanti
| Squadra                     | qualificata come                                        |
| VfB Königsberg              | Campione del Baltischen Rasensport-Verbandes            |
| SC Alemannia Cottbus        | Campione del Südostdeutschen Fußballverbandes           |
| Berliner TuFC Viktoria 89   | Campione del Verbandes Berliner Ballspielvereine        |
| TuFC Tasmania Rixdorf       | Campione del Märkischen Fußballbundes                   |
| SC Erfurt 95                | Campione del Verbandes Mitteldeutscher Ballspielvereine |
| Altonaer FC 93              | Campione del Norddeutschen Fußballverbandes             |
| 1. FC 1894 München-Gladbach | Campione del Westdeutschen Spielverbandes               |
| KFC Phönix                  | Campione del Verbandes Süddeutscher Fußballvereine      |

## Fase finale

### Quarti di finale
| 1. FC 1894 München-Gladbach | 0 – 5 | KFC Phönix |

| Altonaer FC 93 | 4 – 2 | TuFC Tasmania Rixdorf |

| VfB Königsberg | 1 – 12 | Berliner TuFC Viktoria 89 |

| SC Erfurt 95 | 4 – 3 dts | SC Alemannia Cottbus |

### Semifinali
| Berliner TuFC Viktoria 89 | 7 – 0 | Altonaer FC 93 |

| KFC Phönix | 9 – 1 | SC Erfurt 95 |

### Finale
| KFC Phönix | 4 – 2 | Berliner TuFC Viktoria 89 |

## Verdetti
- FC Phönix Karlsruhe campione dell'Impero Tedesco 1908-09.